# شركة توي
شركة توي (باليابانية: 東映株式会社) ، (بالإنجليزية: Toei Co., Ltd.)‏ هي شركة يابانية كبرى في المجال الإعلامي، وهي من أنتجت الأفلام السينمائية اليابانية وصناعة ألعاب الفيديو، وهي تعد الشركة الرئيسية في مجال الإذاعة والتلفزيون، بني في العاصمة اليابانية طوكيو منذ عام 1938م.

## إنتاج المواد الإعلامية
الأفلام :
- فتاة الكاراتيه.

الرسوم المتحركة
- سيف النار.
- سلسلة دراغون بول.

## وصلات خارجية
- شركة توي على موقع IMDb (الإنجليزية)
- شركة توي على موقع IMDb (الإنجليزية)
- شركة توي على موقع الموسوعة البريطانية (الإنجليزية)

- صفحة توي على الإنترنت
- توي المحمصة في أرشيف الإنترنت(أرشفت في  أبريل 18, 2009) - مقال هوليوود ريبورتر يفصل استلام توي جائزة إنجاز MIPTV مدى الحياة في 2006